# 白台子镇
白台子镇，是中华人民共和国辽宁省锦州市凌海市下辖的一个乡镇级行政单位。原白台子乡于2013年撤乡设镇。

## 行政区划
白台子乡下辖以下地区：
王家楼村、东白台子村、荒山堡村、孙家峪村、王家窝铺村、东北屯村、红旗堡村、张家窝铺村、李家店村、尚家屯村、刘二屯村、柳条沟村、冯山子村、回兰村、迎东村、迎西村、高峰村、三家子村、房身村、荒地村、兴隆峪村、三角村、杜山村和黎屯村。